# Xenephias socotranus
Xenephias socotranus is een rechtvleugelig insect uit de familie Pyrgomorphidae. De wetenschappelijke naam van deze soort is voor het eerst geldig gepubliceerd in 1973 door Kevan.